# Frovina
Frovina is een geslacht van weekdieren uit de klasse van de Gastropoda (slakken).

## Soorten
- Frovina angularis Warén & Hain, 1996
- Frovina indecora (Thiele, 1912)
- Frovina soror Thiele, 1912